# Biserica „Nașterea Maicii Domnului” din Cuhnești
Biserica „Nașterea Maicii Domnului” este o biserică amplasată în Cuhnești, raionul Glodeni, Republica Moldova. Este un monument arhitectural de importanță națională inclus în Registrul monumentelor Republicii Moldova ocrotite de stat cu nr. 1540 (raionul Glodeni). Datează din 1873.